# XVI Jeux des îles
I XVI Giochi delle Isole (in francese XVI Jeux des îles e in italiano XVI Giochi delle Isole) si sono svolti in Sardegna (Italia) dal 23 al 27 maggio 2012.
È la seconda edizione in Sardegna dopo quella del 2002, la quinta in terra italiana se si considerano anche le tre edizioni svolte in Sicilia.

## Isole partecipanti
In elenco in ordine alfabetico le isole partecipanti:
- Azzorre
- Cipro
- Corfù
- Corsica
- Elba
- Jersey
- Curzola
- Malta
- Martinica
- Sardegna
- Sicilia
- Wight

## Sedi di gara
Le gare si svolgono in 10 impianti diversi:
- Stadio Comunale di Atletica (Cagliari) - Atletica leggera
- PalaCONI "A" (Cagliari) - Pallavolo
- PalaTennistavolo (Cagliari) - Tennis tavolo
- Piscina Olimpionica Comunale di Terramaini (Pirri) - Nuoto
- PalaCONI "B" (Cagliari) - Ginnastica artistica
- Windsurfing Club Cagliari Marina Piccola (Lungomare Poetto di Cagliari) - Vela
- Tennis Club Monte Urpinu (Cagliari) - Tennis
- PalaCorbia (Alghero) - Pallacanestro
- Palestra Judo Club (Alghero) - Judo
- PalaSantoru (Sassari) - Pallamano

## Sport
Le discipline inserite nel calendario di questa edizione della manifestazione sono le seguenti.
- Atletica leggera
- Ginnastica
- Judo
- Nuoto
- Pallacanestro
- Pallamano
- Pallavolo
- Tennis
- Tennistavolo
- Vela

Rispetto all'edizione precedente non sono presenti alcuni sport dimostrativi, né sport per disabili.

## Organizzazione
CONI Sardegna

### Comitato organizzativo
- Antonio Pinna (Presidente)
- Marco Fresi (Responsabile del coordinamento)
- Stefania Soro (FGDI - Vice Presidente)
- Bruno Perra (FIP)
- Sergio Lai (FIDAL - Tesoriere COJI)
- Raffaele Curcio (FITET)
- Gavino Piredda (FJILKAM)
- Piergiorgio Poddighe (FIGH)
- Antonello Montaldo (FIT)
- Pietro Sanna (FIV)
- Vincenzo Ammendola (FIPAV)
- Paolo Pettinau (FIN)
- Bruno Aresu (FICR)
- Carlo Lai (Coordinamento Medici)

### Comitato tecnico del COJI
- Pierre Santoni (Presidente)
- Aldo Di Pietro (Vice Presidente)
- Pierre Serafini (Segretario)
- Sergio Lai (Tesoriere)
- Marcel Li Got (Direttore tecnico)

## Logo
Il logo di Sardegna 2012 è composto da un veliero in rosso e blu a simboleggiare l'antica tradizione marinara dell'isola sarda. Il veliero comunque con una sorta di "doppio senso" si trasforma in un ragazzo che spunta dal mare. Sotto appunto il mare stilizzato la scritta "Sardegna 2012 - XVI Jeux des iles".

## Mascotte
La mascotte scelta per Sardegna 2012 è stata chiamata "Pramino". Si tratta di una stilizzazione dei Giganti di monte Prama, sculture monolitiche in pietra rinvenute casualmente nell'Oristanese e risalenti presumibilmente a un periodo compreso tra il X e l'VIII secolo a.C. Pramino si ispira in particolare alle figure del pugile e dell'arciere dei quali riprende rispettivamente il doppio cerchio concentrico degli occhi e l'elmo cornuto.

## Cerimonia d'apertura
Il 24 maggio 2012 allo Stadio Comunale di Atletica leggera “Riccardo Santoru” di Cagliari si è svolta la cerimonia d'apertura. Il tema principale era la fusione tra la tradizione dei Giochi a quella del folklore sardo. Presente il corpo dei Bersaglieri "Città di Iglesias", che ha eseguito l'inno d'ordinanza e l'inno della Brigata Sassari “Dimonios”, utilizzato come inno della manifestazione. Le delegazioni hanno sfilato con relative bandiere e membri al seguito, ognuna accompagnata da coppie vestite con i costumi sardi di varie zone della Sardegna, la mascotte Pramino ha acceso il braciere e il presidente del COJI Pierre Santoni ha aperto ufficialmente i Giochi.
Successivamente lo show è continuato con esibizioni di diversi gruppi folkloristici sardi provenienti dai paesi di Norbello e Settimo San Pietro e infine ha cantato il gruppo sardo dei Tazenda.

## Copertura televisiva
I giochi sono stati trasmessi da Videolina Sport in diretta con una fascia pomeridiana dalle ore 14.30 alle ore 19.00. Inoltre filmati e sintesi di tutto l'evento sono stati trasmessi nel canale ufficiale su YouTube.